# ألف شيلتون
ألف شيلتون (بالإنجليزية: Alf Shelton)‏ هو لاعب كرة قدم بريطاني (وحمل سابقاً جنسية المملكة المتحدة لبريطانيا العظمى وأيرلندا) في مركز نصف الجناح، ولد في 11 سبتمبر 1865 في نوتنغهام في المملكة المتحدة، وتوفي في 24 يوليو 1923. شارك مع منتخب إنجلترا لكرة القدم. أما مع النوادي، فقد لعب مع نوتس كاونتي وLoughborough F.C. ‏ وIlkeston F.C. ‏ وNotts Rangers F.C. ‏.

## وصلات خارجية
- ألف شيلتون على موقع قاعدة بيانات كرة القدم.إي يو (الإنجليزية)
- ألف شيلتون على موقع ناشيونال فوتبول تيمز (الإنجليزية)